# Black Peak (Gros Ventre Range)
Der Black Peak ist mit einer Höhe von 3553 m der zweithöchste Berg der Gros Ventre Range im US-Bundesstaat Wyoming. Er liegt innerhalb der Gros Ventre Wilderness im Bridger-Teton National Forest, etwa 10 km nordwestlich des Doubletop Peak, dem höchsten Berg der Gros Ventre Range. Südwestlich des Berges entspringt mit dem Gros Ventre River ein linker Nebenfluss des Snake River.

## Belege
1. ↑  Peakbagger: Black Peak. Abgerufen am 17. Januar 2021.